# Astrantia
Astrantia es un género de plantas herbáceas que pertenece a la familia  Apiaceae, son endémicas de Europa central y sureste y del Cáucaso. Hay 8 o 9 especies que con sus aromáticas raíces, hojas palmeadas y flores decorativas. Son muy parecidas a la especie Peucedanum ostruthium.
Comprende 50 especies descritas y de estas, solo 11 aceptadas.

## Taxonomía
El género fue descrito por Carlos Linneo y publicado en Species Plantarum 1: 235. 1753. La especie tipo es: Astrantia major L.	 	

## Especies
A continuación se brinda un listado de las especies del género Astrantia aceptadas hasta septiembre de 2012, ordenadas alfabéticamente. Para cada una se indica el nombre binomial seguido del autor, abreviado según las convenciones y usos.
- Astrantia bavarica Schult.
- Astrantia biebersteinii Fisch. & C.A.Mey.
- Astrantia carniolica Wulfen
- Astrantia colchica Albov
- Astrantia major L.
- Astrantia maxima Pall.
- Astrantia minor L.
- Astrantia ossica Woronow ex Grossh.
- Astrantia pauciflora Bertol.
- Astrantia pontica Albov
- Astrantia trifida Hoffm.

## Fitoquímica
Se han reportado glicósidos de quercetina y saponinas tipo oleanano semejantes a la hederagenina y al ácido gipsogénico; 